# Гуляйполе (Звенигородський район)
Гуляйпо́ле — село в Україні, у Катеринопільській селищній громаді Звенигородського району Черкаської області. Населення — 663 особи.

## Історія
Село засноване 1760 року .
Метрики про народження, шлюб, смерть за 1796 рік зберігаються у Державному архіві Дніпропетровської області .
7 листопада 2016 року в Гуляйполі освячено храм УПЦ КП на честь святого великомученика Димитрія Солунського.
17 липня 2020 року, в результаті адміністративно-територіальної реформи та ліквідації Катеринопільського району, село увійшло до складу новоутвореного Звенигородського району.

## Відомі особи
Уродженці села:
- Наєнко Михайло Кузьмович (нар.  1938) — літературознавець, доктор філологічних наук, професор.
- Даніліна Лариса Михайлівна (нар. 1938) — радянська і російська актриса театру і кіно, майстер дубляжу.
- Тараненко Лілія Іванівна (1923—2012) — радянський, український селекціонер.

Похований:
- Драний Володимир Андрійович (1990—2022) — молодший сержант Збройних сил України, учасник російсько-української війни.